# Otto Reich (Politiker)

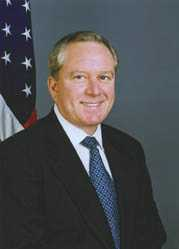
Otto Reich

Otto Juan Reich (* 16. Oktober 1945 in Havanna) ist ein kubanisch-amerikanischer Politiker und Diplomat. In der Regierungszeit von US-Präsident Ronald Reagan war der Exilkubaner Reich von 1986 bis 1989 Botschafter der Vereinigten Staaten in Venezuela. Von Januar 2003 bis Juni 2004 hatte er die Position eines Sondergesandten des US-Außenministeriums für die westliche Hemisphäre unter dem 43. US-Präsidenten George W. Bush inne.
Reich wurde im Januar 2002 zum Staatssekretär für die westliche Hemisphäre (Assistant Secretary of State for the Western Hemisphere) ernannt. Seine Nominierung erfuhr jedoch ein so hohes Maß an Kritik, dass seine Ernennung nie vom US-Senat bestätigt wurde. Präsident Bush ernannte ihn daraufhin zum „Special Envoy to the Western Hemisphere for the Secretary of State“ – ein Posten, der keine Bestätigung des Kongresses benötigt. Reich gilt als fanatischer Gegner des Castro-Regimes und wurde während seiner Arbeit in der Reagan-Regierung mit der Iran-Contra-Affäre in Verbindung gebracht. Reich selbst bezeichnet sich als Anti-Kommunisten.

## Biografie

### Frühe Jahre
Reich ist der Sohn einer katholischen kubanischen Mutter und eines jüdischen österreichischen Vaters. Walter Reich, dessen Eltern durch den Holocaust umkamen, floh 1938 nach Kuba und siedelte sich in Havanna an, wo er heiratete und ein Möbelgeschäft betrieb. Als Otto Reich 14 Jahre alt war, erfolgte die kubanische Revolution unter Führung von Fidel Castro, woraufhin die Familie anderthalb Jahre später in die USA emigrierte.
1966 erhielt Reich an der University of North Carolina at Chapel Hill den B.A. in „International Studies“. Von 1967 bis 1969 diente er in der US-Armee, wo er in der Panamakanalzone stationiert war.
Nachdem Reich 1973 einen M.A. in lateinamerikanischen Studien an der Georgetown University erhielt, arbeitete er als Assistent für das US-Repräsentantenhaus, als internationaler Repräsentant der Handelsabteilung des Bundesstaates Florida, als Koordinator für kommunale Entwicklung der Stadt Miami und später als Washingtoner Direktor des Council of the Americas.
Zwischen 1981 und 1983 war Reich als Hilfsadministrator der US-Agentur für Internationale Entwicklung (USAID) verantwortlich für US-amerikanische Entwicklungshilfe für Lateinamerika und die Karibik. Von 1991 bis 1992 berief Präsident George Bush Reich zum stellvertretenden US-Repräsentanten in die Genfer UN-Menschenrechtskommission.

### Amt für Öffentliche Diplomatie
Zwischen 1983 und 1986 leitete Reich das Office of Public Diplomacy for Latin America and the Caribbean (OPD). Theoretisch sollte es dem US-Außenministerium unterstellt sein, aber spätere Untersuchungen des US-Kongresses deckten auf, dass es unmittelbar Oberstleutnant Oliver North von Reagans Nationalem Sicherheitsrat der Vereinigten Staaten im Weißen Haus unterstand. In Zusammenarbeit mit Propagandaexperten der CIA wurden CIA-Informationen als „weiße Propaganda“ verbreitet, um die öffentliche Meinung und den US-Kongress zur Finanzierung der Contra-Aktivitäten gegen die sandinistische Regierung in Nicaragua zu beeinflussen. Verdeckt wurde Journalisten Geheimdienstmaterial zugespielt, das eine nicaraguanische Bedrohung vortäuschen und die von der Reagan-Regierung gestützten Contras als „Freiheitskämpfer“ erscheinen lassen sollte. Das OPD wurde aufgrund der 1987er Untersuchungen durch den US-Rechnungshof wegen der verbotenen verdeckten Propagandaaktivitäten für illegal erklärt. Im Gegensatz zu North wurde Reich niemals wegen des Verstoßes gegen das Verbot des US-Kongresses zur Hilfe für die Contras angeklagt.
Zwischen 1986 und 1989 war Reich US-Botschafter in Venezuela. Seine Berufung wurde sowohl von Demokraten in Washington, als auch von führenden venezolanischen Politikern bekämpft, aber die Widerstände wurden übergangen, als Venezuela Zugang zum US-amerikanischen Ölmarkt suchte. Bereits sechs Wochen nach seiner Ankunft in Caracas soll Reich dem Exilkubaner Orlando Bosch, nachdem dieser in Venezuela von der Anklage der Beteiligung am Bombenattentat auf ein kubanisches Linienflugzeug freigesprochen worden war, zur Ausreise in die USA verholfen haben, obwohl Bosch kein Visum erhalten hatte.
Reich erhielt den Superior Honor Award des US-Außenministeriums, den Meritorious Service Award und die höchste Auszeichnung der Republik Venezuela, den Befreierorden.
In der Zeit der Clinton-Regierung war Reich von 1989 bis 2001 als Berater und Lobbyist für Unternehmen wie Bell Atlantic, McDonnell Douglas Aircraft Co., AT&T, Bacardi, British American Tobacco und Lockheed Martin tätig, die das F-16-Kampfflugzeug nach Chile zu verkaufen suchten. Als Lobbyist hat er maßgeblich den von der Familie Bacardi inspirierten Helms-Burton Act gefördert. Der Helms-Burton Act, zeitweilig auch als „Bacardi-Gesetz“ verspottet, ist ein 1996 von Senator Jesse Helms zur Verschärfung des US-Handelsembargos gegen Kuba eingebrachtes US-Gesetz, das Schiffen internationaler Reedereien, die Kuba anlaufen, für lange Zeit das Einlaufen in US-amerikanische Häfen verbietet und US-Amerikanern die Reise nach Kuba nur über Drittländer (Kanada, Mexiko, Europa etc.) ermöglicht.
Von 1998 und 2001 war Reich Co-Moderator bei „Choque de Opiniones“ des spanischsprachigen Kanals CNN en Español, einer spanischen Version von CNN’s „Crossfire“. Er tritt regelmäßig in US- und lateinamerikanischen Medien auf.

### Venezolanischer Putsch 2002
Reich wird als in den gescheiterten Putschversuch gegen den venezolanischen Präsidenten Hugo Chávez unmittelbar verwickelt angesehen. Nachdem der Putsch gescheitert war, wurde öffentlich bekannt, dass Reich sich regelmäßig im Weißen Haus mit den Verschwörern getroffen hatte, darunter Pedro Carmona, der für zwei Tage lang von den Putschisten als Chávez’ Nachfolger installiert wurde. Außerdem wurde bekannt, dass neben Reich einem Beamten der Bush-Regierung, Elliott Abrams, die Putschpläne nicht nur allgemein bekannt waren. Abrams hatte selbst die Operationsplanung des Putsches überwacht und sie detailliert, bis hin zum Timing und zu den Erfolgschancen, mit Reich diskutiert und sanktioniert. Am Tag der Installierung von Carmona versammelte Reich Botschafter aus Lateinamerika und der Karibik in seinem Amt und teilte ihnen mit, dass die Ablösung von Chávez kein Bruch demokratischer Herrschaft sei, weil dieser zurückgetreten und somit „für sein Schicksal selbst verantwortlich“ sei.
Die Beteiligung von Reich wird wegen dessen Hintergrund als US-Repräsentant in Lateinamerika als wahrscheinlich angesehen. Beamte und anonyme Quellen bestätigten Treffen mit einigen der Planer des Putsches vor dem 11. April 2002, aber stritten nachdrücklich ab, den Staatsstreich selbst unterstützt zu haben, weil sie angeblich auf verfassungsmäßigen Mitteln bestanden hätten. Andere meinen, dies solle nur die Verwicklung der US-Regierung verschleiern, und es Anzeichen dafür gebe, dass die USA den Putsch maßgeblich leiteten. Wegen der Anschuldigungen verlangte US-Senator Chris Dodd einen Überblick über die US-Aktivitäten vor und während des Putschversuchs. Der OIG-Bericht fand keine Fehler seitens US-Stellen, weder im US-Außenministerium, noch in der US-Botschaft.
Einem Bericht der New York Times zufolge warnte Reich den US-Kongress davor, dass mehr in Venezuela auf dem Spiel stünde als der Erfolg oder die Niederlage von Hugo Chávez. Er beschuldigte Chávez, sich bei der historisch unabhängigen staatlichen Ölgesellschaft PDVSA einzumischen, kolumbianischen Guerrilleros eine Rückzugsmöglichkeit („safe haven“) zu liefern und Kuba mit Erdöl zu günstigeren Konditionen zu beliefern. Ferner ergänzte er, der US-Regierung lägen Berichte vor, wonach „fremde paramilitärische Kräfte“ – die er als kubanisch verdächtigte – an der blutigen Unterdrückung der Anti-Chávez-Demonstrationen beteiligt gewesen seien, bei denen vierzehn Menschen getötet worden waren.
Die USA, die die Putschisten als De-facto-Regierung anerkannten, verurteilten den Staatsstreich erst nach Chávez’ Rückkehr ins Präsidentenamt.

### Spätere Tätigkeiten
Nicht lang nach seiner Berufung zum Sondergesandten wurde Reich 2002 auch in die Leitung des Western Hemisphere Institute for Security Cooperation berufen, besser bekannt als School of the Americas.
Seitdem er 2004 das Weiße Haus verließ, steht er an der Spitze seiner eigenen internationalen Beraterfirma, Otto Reich Associates, LLC, die ihren Sitz in Washington D.C. hat.
Im April 2013 wurde Reich vom venezolanischen Übergangspräsidenten Nicolás Maduro während des Präsidentschaftswahlkampfs als Mitglied einer Verschwörung beschuldigt, die einen Mordanschlag auf ihn plane. Mit derselben Begründung einer von Reich und anderen ausgehenden Bedrohung seines Lebens sagte der inzwischen gewählte Präsident Maduro im September 2013 seine Reise nach New York zur Teilnahme an der UN-Generalversammlung ab.